# Protobothrops elegans
Trimeresurus elegans là một loài rắn độc đặc hữu Nhật Bản, ở miền nam quần đảo Lưu Cầu. Hiện không có phân loài nào được công nhận.

## Mô tả
Loài này có 25 (có khi 23) hàng vảy lưng giữa thân. 179-192 (con đực) và 182-196 (con cái) vảy bụng, 63-90 vảy dưới đuôi, và 7-9 vảy trên mõm.
Từ năm 1965-2011, loài này gây ra 2447 vụ rắn cắn, trong đó có một vụ chết người.